# روژه بوکه
روژه بوکه (فرانسوی: Roger Bocquet‎; ۹ آوریل ۱۹۲۱ – ۱۰ مارس ۱۹۹۴) بازیکن فوتبال اهل سوئیس بود.
وی عضو تیم ملی فوتبال سوئیس در جام جهانی فوتبال ۱۹۵۰ و جام جهانی فوتبال ۱۹۵۴ بوده‌است.